# Piperachina
Piperachina (łac. piperaquinum) – wielofunkcyjny organiczny związek chemiczny, pochodna chinoliny, stosowany w leczeniu malarii w połączeniu z dihydroartemizyną.

## Mechanizm działania
Dokładny mechanizm działania piperachiny pozostaje nieznany. Najprawdopodobniej przypomina mechanizm działania chlorochiny, która wiąże się z hemem wewnątrz zarodźca nie pozwalając na jego detoksykację na drodze polimeryzacji. 
Piperachina była stosowana powszechnie w Chinach od 1978 roku w monoterapii, co prowadziło do pojawiania się oporności. 

## Zastosowanie

### Światowa Organizacja Zdrowia
Zgodnie z wytycznymi WHO piperachina powinna być stosowana z dihydroartemizyną w następujących wskazaniach:
- niepowikłana malaria spowodowana zarodźcem sierpowatym (Plasmodium falciparum) oraz zarodźcem ruchliwym (Plasmodium vivax)
- wydaje się być wysoce efektywna w leczeniu malarii spowodowanej zarodźcem owalnym (Plasmodium ovale), zarodźcem małpim (Plasmodium knowlesi) oraz zarodźcem pasmowym (Plasmodium malariae)
- kontynuacja leczenia ciężkiej malarii

### Unia Europejska
- niepowikłana malaria, wywołana przez zarodźca sierpowatego, u dorosłych, młodzieży, dzieci i niemowląt w wieku od 6 miesięcy oraz masie ciała 5 kg i powyżej[4]

Piperachina w połączeniu z dihydroartemizyną znajduje się na wzorcowej liście podstawowych leków Światowej Organizacji Zdrowia (WHO Model Lists of Essential Medicines) (2019).
Piperachina jest dopuszczona do obrotu w Polsce (2020).

## Działania niepożądane
Piperachina może powodować następujące działania niepożądane: ból głowy, eozynofilia, gorączka, niedokrwistość, astenia, tachykardia, wydłużenie odstępu QT (szczególnie w końcowym okresie leczenia). 